# ATP World Tour Finals 2010
La ATP World Tour Finals Londres 2010 es la XLI.ª edición de la ATP World Tour Finals. Se celebra en Londres (Reino Unido) entre el 21 y el 28 de noviembre de 2010 con la ausencia del campeón defensor el ruso Nikolái Davydenko en individuales, y con los hermanos Mike Bryan y Bob Bryan defendiendo el título en dobles.

## Individuales

### Jugadores clasificados
|                            | Jugador           | Puntos ATP Race |
| -------------------------- | ----------------- | --------------- |
| Bandera de España          | Rafael Nadal      | 11450           |
| Bandera de Suiza           | Roger Federer     | 7645            |
| Bandera de Serbia          | Novak Djokovic    | 5635            |
| Bandera de Suecia          | Robin Söderling   | 5380            |
| Bandera de Reino Unido     | Andy Murray       | 5360            |
| Bandera de República Checa | Tomáš Berdych     | 3755            |
| Bandera de España          | David Ferrer      | 3735            |
| Bandera de Estados Unidos  | Andy Roddick      | 3665            |
| Bandera de España          | Fernando Verdasco | 3240            |
| Bandera de Rusia           | Mijaíl Yuzhny     | 2920            |

| Jugadores clasificados |
| Jugadores suplentes    |

### Fase de grupos

#### Grupo A
| N.º | Jugador        |
| --- | -------------- |
| 1   | Rafael Nadal   |
| 3   | Novak Djokovic |
| 6   | Tomáš Berdych  |
| 8   | Andy Roddick   |

##### Posiciones
| #  | Jugador        | Partidos ganados | Partidos perdidos | Sets ganados | Sets perdidos | Juegos ganados | Juegos perdidos | % juegos ganados |
| -- | -------------- | ---------------- | ----------------- | ------------ | ------------- | -------------- | --------------- | ---------------- |
| 1. | Rafael Nadal   | 3                | 0                 | 6            | 1             | 42             | 30              | 58.33            |
| 2. | Novak Djokovic | 2                | 1                 | 4            | 2             | 31             | 24              | 56.36            |
| 3. | Tomáš Berdych  | 1                | 2                 | 2            | 4             | 26             | 33              | 44.06            |
| 4. | Andy Roddick   | 0                | 3                 | 1            | 6             | 29             | 41              | 41.42            |

##### Resultados
| Fecha    | Hora¹ | Partido        | Partido | Partido        | Resultado      |
| -------- | ----- | -------------- | ------- | -------------- | -------------- |
| 22.11.10 | 14:00 | Novak Djokovic | -       | Tomáš Berdych  | 6-3 6-3        |
| 22.11.10 | 20:00 | Rafael Nadal   | -       | Andy Roddick   | 3-6 7-6(5) 6-4 |
| 24.11.10 | 14:00 | Tomáš Berdych  | -       | Andy Roddick   | 7-5 6-3        |
| 24.11.10 | 20:00 | Rafael Nadal   | -       | Novak Djokovic | 7-5 6-2        |
| 26.11.10 | 14:00 | Rafael Nadal   | -       | Tomáš Berdych  | 7-6(3) 6-1     |
| 26.11.10 | 20:00 | Novak Djokovic | -       | Andy Roddick   | 6-2 6-3        |

- (¹) -  Hora local de Londres (UTC +0)

#### Grupo B
| N.º | Jugador         |
| --- | --------------- |
| 2   | Roger Federer   |
| 4   | Robin Soderling |
| 5   | Andy Murray     |
| 7   | David Ferrer    |

##### Posiciones
| #  | Jugador         | Partidos ganados | Partidos perdidos | Sets ganados | Sets perdidos | Juegos ganados | Juegos perdidos | % juegos ganados |
| -- | --------------- | ---------------- | ----------------- | ------------ | ------------- | -------------- | --------------- | ---------------- |
| 1. | Roger Federer   | 3                | 0                 | 6            | 0             | 37             | 20              | 64.91            |
| 2. | Andy Murray     | 2                | 1                 | 4            | 2             | 30             | 22              | 57.69            |
| 3. | Robin Soderling | 1                | 2                 | 2            | 4             | 29             | 35              | 45.31            |
| 4. | David Ferrer    | 0                | 3                 | 0            | 6             | 19             | 38              | 33.33            |

##### Resultados
| Fecha    | Hora¹ | Partido         | Partido | Partido         | Resultado  |
| -------- | ----- | --------------- | ------- | --------------- | ---------- |
| 21.11.10 | 14:00 | Robin Soderling | -       | Andy Murray     | 2-6 4-6    |
| 21.11.10 | 20:00 | Roger Federer   | -       | David Ferrer    | 6-1 6-4    |
| 23.11.10 | 14:00 | Roger Federer   | -       | Andy Murray     | 6-4 6-2    |
| 23.11.10 | 20:00 | Robin Soderling | -       | David Ferrer    | 7-5 7-5    |
| 25.11.10 | 14:00 | Roger Federer   | -       | Robin Soderling | 7-6(5) 6-3 |
| 25.11.10 | 20:00 | Andy Murray     | -       | David Ferrer    | 6-2 6-2    |

- (¹) -  Hora local de Londres (UTC +0)

### Fase final

#### Semifinales
| Fecha    | Hora¹ | Partido       | Partido | Partido        | Resultado         |
| -------- | ----- | ------------- | ------- | -------------- | ----------------- |
| 27.11.10 | 14:00 | Rafael Nadal  | -       | Andy Murray    | 7-6(5) 3-6 7-6(6) |
| 27.11.10 | 20:00 | Roger Federer | -       | Novak Djokovic | 6-1 6-4           |

#### Final
| Fecha    | Hora¹ | Partido      | Partido | Partido       | Resultado   |
| -------- | ----- | ------------ | ------- | ------------- | ----------- |
| 28.11.10 | 17:30 | Rafael Nadal | -       | Roger Federer | 3-6 6-3 1-6 |

- (¹) -  Hora local de Londres (UTC +0)

|  | Semifinales | Semifinales    | Semifinales | Semifinales   | Semifinales |   |   | Final        | Final | Final | Final | Final |  |
|  |             |                |             |               |             |   |   |              |       |       |       |       |  |
|  |             |                |             |               |             |   |   |              |       |       |       |       |  |
|  | 1           | Rafael Nadal   | 7           | 3             | 7           |   |   |              |       |       |       |       |  |
|  | 1           | Rafael Nadal   | 7           | 3             | 7           |   |   |              |       |       |       |       |  |
|  | 5           | Andy Murray    | 65          | 6             | 6           |   |   |              |       |       |       |       |  |
|  | 5           | Andy Murray    | 65          | 6             | 6           |   | 1 | Rafael Nadal | 3     | 6     | 1     |       |  |
|  |             |                |             |               |             |   | 1 | Rafael Nadal | 3     | 6     | 1     |       |  |
|  |             |                | 2           | Roger Federer | 6           | 3 | 6 |              |       |       |       |       |  |
|  | 2           | Roger Federer  | 2           | Roger Federer | 6           | 3 | 6 | 6            | 6     |       |       |       |  |
|  | 2           | Roger Federer  |             |               |             |   |   | 6            | 6     |       |       |       |  |
|  | 3           | Novak Djokovic | 1           | 4             |             |   |   |              |       |       |       |       |  |
|  | 3           | Novak Djokovic | 1           | 4             |             |   |   |              |       |       |       |       |  |
|  |             |                |             |               |             |   |   |              |       |       |       |       |  |

## Dobles

### Parejas clasificadas
|  | Pareja                                 |  | Puntos ATP Race |
|  | -------------------------------------- |  | --------------- |
|  | Bob Bryan / Mike Bryan                 |  | 11370           |
|  | Daniel Nestor / Nenad Zimonjić         |  | 8370            |
|  | Mahesh Bhupathi / Max Mirnyi           |  | 4270            |
|  | Lukas Dlouhy / Leander Paes            |  | 4015            |
|  | Lukasz Kubot / Oliver Marach           |  | 3735            |
|  | Mariusz Fyrstenberg / Marcin Matkowski |  | 3520            |
|  | Wesley Moodie / Dick Norman            |  | 3375            |
|  | Jurgen Melzer / Philipp Petzschner     |  | 2745            |
|  | Rohan Bopanna / Aisam-Ul-Haq Qureshi   |  | 3265            |
|  | Frantisek Cermak / Michal Mertinak     |  | 2980            |

| Parejas clasificadas |
| Parejas suplentes    |

- La pareja de Jurgen Melzer/Philipp Petzschner, clasificó al haber ganadó Wimbledon y terminar en el top 20.

### Fase de grupos

#### Grupo A
| N.º | Jugadores                            |
| --- | ------------------------------------ |
| 1   | Bob Bryan Mike Bryan                 |
| 4   | Lukas Dlouhy Leander Paes            |
| 6   | Mariusz Fyrstenberg Marcin Matkowski |
| 8   | Jurgen Melzer Philipp Petzschner     |

##### Posiciones
| #  | Pareja                               | Partidos ganados | Partidos perdidos | Sets ganados | Sets perdidos | Juegos ganados | Juegos perdidos | % juegos ganados |
| -- | ------------------------------------ | ---------------- | ----------------- | ------------ | ------------- | -------------- | --------------- | ---------------- |
| 1. | Mariusz Fyrstenberg Marcin Matkowski | 3                | 0                 | 6            | 1             | 45             | 38              | 54.21            |
| 2. | Bob Bryan Mike Bryan                 | 2                | 1                 | 5            | 2             | 45             | 34              | 56.96            |
| 3. | Jurgen Melzer Philipp Petzschner     | 1                | 2                 | 2            | 5             | 38             | 46              | 45.23            |
| 4. | Lukas Dlouhy Leander Paes            | 0                | 3                 | 1            | 6             | 36             | 46              | 43.90            |

##### Resultados
| Fecha    | Hora¹ | Partido                              | Partido | Partido                              | Resultado       |
| -------- | ----- | ------------------------------------ | ------- | ------------------------------------ | --------------- |
| 21.11.09 | 12:15 | Bob Bryan/Mike Bryan                 | -       | Jurgen Melzer/Philipp Petzschner     | 6-3 7-5         |
| 21.11.09 | 18:45 | Lukas Dlouhy/Leander Paes            | -       | Mariusz Fyrstenberg/Marcin Matkowski | 3-6 6-7(3)      |
| 23.11.09 | 12:15 | Lukas Dlouhy/Leander Paes            | -       | Jurgen Melzer/Philipp Petzschner     | 6-7(9) 6-4 8-10 |
| 23.11.09 | 18:45 | Bob Bryan/Mike Bryan                 | -       | Mariusz Fyrstenberg/Marcin Matkowski | 6-2 6-7(4) 8-10 |
| 25.11.09 | 12:15 | Bob Bryan/Mike Bryan                 | -       | Lukas Dlouhy/Leander Paes            | 6-3 6-4         |
| 25.11.09 | 18:45 | Mariusz Fyrstenberg/Marcin Matkowski | -       | Jurgen Melzer/Philipp Petzschner     | 6-3 7-6(7)      |

- (¹) -  Hora local de Londres (UTC +0)

#### Grupo B
| N.º | Jugadores                    |
| --- | ---------------------------- |
| 2   | Daniel Nestor Nenad Zimonjic |
| 3   | Mahesh Bhupathi Max Mirnyi   |
| 5   | Lukasz Kubot Oliver Marach   |
| 7   | Wesley Moodie Dick Norman    |

##### Posiciones
| #  | Pareja                       | Partidos ganados | Partidos perdidos | Sets ganados | Sets perdidos | Juegos ganados | Juegos perdidos | % juegos ganados |
| -- | ---------------------------- | ---------------- | ----------------- | ------------ | ------------- | -------------- | --------------- | ---------------- |
| 1. | Daniel Nestor Nenad Zimonjic | 2                | 1                 | 5            | 2             | 38             | 32              | 54.28            |
| 2. | Mahesh Bhupathi Max Mirnyi   | 2                | 1                 | 4            | 2             | 37             | 32              | 53.62            |
| 3. | Wesley Moodie Dick Norman    | 1                | 2                 | 2            | 4             | 23             | 28              | 45.09            |
| 4. | Lukasz Kubot Oliver Marach   | 1                | 2                 | 2            | 5             | 29             | 37              | 43.93            |

##### Resultados
| Fecha    | Hora¹ | Partido                      | Partido | Partido                    | Resultado     |
| -------- | ----- | ---------------------------- | ------- | -------------------------- | ------------- |
| 22.11.09 | 12:15 | Mahesh Bhupathi/Max Mirnyi   | -       | Lukasz Kubot/Oliver Marach | 7-6(2) 6-4    |
| 22.11.09 | 18:45 | Daniel Nestor/Nenad Zimonjic | -       | Wesley Moodie/Dick Norman  | 6-1 6-2       |
| 24.11.09 | 12:15 | Lukasz Kubot/Oliver Marach   | -       | Wesley Moodie/Dick Norman  | 1-6 3-6       |
| 24.11.09 | 18:45 | Daniel Nestor/Nenad Zimonjic | -       | Mahesh Bhupathi/Max Mirnyi | 7-6(5) 7-6(1) |
| 26.11.09 | 12:15 | Daniel Nestor/Nenad Zimonjic | -       | Lukasz Kubot/Oliver Marach | 0-6 6-1 6-10  |
| 26.11.09 | 18:45 | Mahesh Bhupathi/Max Mirnyi   | -       | Wesley Moodie/Dick Norman  | 6-4 6-4       |

- (¹) -  Hora local de Londres (UTC +0)

### Fase Final

#### Semifinales
| Fecha    | Hora¹ | Partido                              | Partido | Partido                    | Resultado     |
| -------- | ----- | ------------------------------------ | ------- | -------------------------- | ------------- |
| 27.11.09 | 12:15 | Daniel Nestor/Nenad Zimonjic         | -       | Bob Bryan/Mike Bryan       | 6-3 3-6 12-10 |
| 27.11.09 | 18:15 | Mariusz Fyrstenberg/Marcin Matkowski | -       | Mahesh Bhupathi/Max Mirnyi | 4-6 4-6       |

#### Final
| Fecha    | Hora¹ | Partido                    | Partido | Partido                      | Resultado  |
| -------- | ----- | -------------------------- | ------- | ---------------------------- | ---------- |
| 28.11.09 | 15:30 | Mahesh Bhupathi/Max Mirnyi | -       | Daniel Nestor/Nenad Zimonjić | 6-7(6) 4-6 |

- (¹) -  Hora local de Londres (UTC +0)

|  | Semifinales | Semifinales                          | Semifinales | Semifinales                  | Semifinales |   |                            | Final | Final | Final | Final | Final |  |
|  |             |                                      |             |                              |             |   |                            |       |       |       |       |       |  |
|  |             |                                      |             |                              |             |   |                            |       |       |       |       |       |  |
|  | 6           | Mariusz Fyrstenberg/Marcin Matkowski | 4           | 4                            |             |   |                            |       |       |       |       |       |  |
|  | 6           | Mariusz Fyrstenberg/Marcin Matkowski | 4           | 4                            |             |   |                            |       |       |       |       |       |  |
|  | 4           | Mahesh Bhupathi/Max Mirnyi           | 6           | 6                            |             |   |                            |       |       |       |       |       |  |
|  | 4           | Mahesh Bhupathi/Max Mirnyi           | 6           | 6                            |             | 4 | Mahesh Bhupathi/Max Mirnyi | 6     | 4     |       |       |       |  |
|  |             |                                      |             |                              |             | 4 | Mahesh Bhupathi/Max Mirnyi | 6     | 4     |       |       |       |  |
|  |             |                                      | 2           | Daniel Nestor/Nenad Zimonjic | 7           | 6 |                            |       |       |       |       |       |  |
|  | 2           | Daniel Nestor/Nenad Zimonjic         | 2           | Daniel Nestor/Nenad Zimonjic | 7           | 6 | 6                          | 3     | 12    |       |       |       |  |
|  | 2           | Daniel Nestor/Nenad Zimonjic         |             |                              |             |   | 6                          | 3     | 12    |       |       |       |  |
|  | 1           | Bob Bryan/Mike Bryan                 | 3           | 6                            | 10          |   |                            |       |       |       |       |       |  |
|  | 1           | Bob Bryan/Mike Bryan                 | 3           | 6                            | 10          |   |                            |       |       |       |       |       |  |
|  |             |                                      |             |                              |             |   |                            |       |       |       |       |       |  |

| Predecesor: Londres 2009 | ATP World Tour Finals 2010 | Sucesor: Londres 2011 |